# Triclistus rebellis
Triclistus rebellis là một loài tò vò trong họ Ichneumonidae.